# Julián Romero y su santo patrono
Julián Romero y su santo patrono  es una retrato pictórico, obra del Greco o de su taller. Se trata de uno de los más interesantes retratos atribuidos a este pintor, ya que es el único en el que aparecen dos personajes.

## Tema de la obra
Una inscripción en una de las caras del pedestal bajo la columna identifica al personaje retratado como Julián Romero «el de las hazañas»: 

«Julián Romero el de las hazañas, natural de Antequera, comendador de la Orden de Santiago, Maestre de campo, el más famoso de los ejércitos de Italia y Flandes, de cuyos hechos gloriosos están llenas las historias»

Esta inscripción ofrece dudas sobre la identidad del personaje.Julián Romero fue capitán de los tercios del ejército de Flandes, contribuyendo al triunfo de Felipe II de España en la batalla de San Quintín. Obtuvo el grado de maestre de campo y fue nombrado caballero de la orden de Santiago, pero.no era natural de Antequera, sino de provincia de Cuenca. Con toda probabilidad, la inscripción es bastante posterior al retrato, donde se añadió para conmemorar la heroicidad del soldado.
Más dudosa es la identidad del personaje de pie, seguramente es el santo patrón de Julián Romero. Podría tratarse de san Julián de Cuenca, pero es más probable que sea san Luis de Francia —modelo de caballero cristiano— dado que lleva armadura y un manto con flores de lis, y que a sus pies reposa un magnífico yelmo.

## Análisis de la obra

### Datos técnicos y registrales
- Madrid, Museo Nacional del Prado, n º. de catálogo: P002445;
- Pintura al óleo sobre lienzo;
- Dimensiones: 207 x 127 cm;
- Datación: hacia 1585-1590, según Wethey (1612 - 1618, según el museo del Prado);
- Consta con el n º. 155 en el catálogo razonado realizado por Harold Wethey, y con el 54 en el de Tiziana Frati.[7]

### Descripción de la obra
Esta obra era seguramente un cuadro votivo, colocado en el lado del evangelio de una capilla, de forma que la mirada de ambos personajes se dirigiera a una imagen sagrada en el recinto, a la derecha del lienzo.
Julián Romero aparece arrodillado sobre un almohadón de terciopelo verde, y con las manos juntas en oración. Su cabeza es algo calva, y en su cuello lleva una lechuguilla que concuerda con el adorno de los puños. Lleva una gran capa blanca  —propia de los caballeros de Santiago— en la que se distinguen partes de la insignia de dicha orden y de la empuñadura de una espada. En segundo término aparece de pie el otro caballero —de barba y pelo cortos— con armadura y manto flordelisado. A sus pies, un magnífico yelmo empenachado. Detrás de ambas figuras —a la izquierda y ante un fondo oscuro— aparece la columna en cuyo basamento hay la inscripción.

### Atribución
Se duda de que sea una obra autógrafa del Greco. Halldor Soehner lo cree copia de un original perdido. Según Wethey, una limpieza en 1961 reveló que se trataba de una obra de buena calidad, por lo que la atribuye al maestro con la colaboración de su taller. El Museo del Prado lo atribuye a un seguidor del Greco. Según Gudiol, la lisura de esta obra es desconcertante, pero el dibujo y la forma son admirables, y la marcada elocuencia de las dos figuras es la propia de los personajes del Greco.

## Procedencia
1. Colección del Marqués de Lugros, en Alcalá la Real (Jaén), hasta 1890;
2. Colección de Leopoldo Eguilaz, Granada;
3. Luis de Errazu, Madrid, hacia 1900, 1926;
4. Legado de Luis de Errazu y Rubio de Tejada al Museo del Prado, el año 1926.[12]